# 77. Infanterie-Brigade (Deutsches Kaiserreich)
Die 77. Infanterie-Brigade war ein von 1897 bis 1919 bestehender Großverband der Preußischen Armee.

## Geschichte
Die Brigade wurde am 22. März 1897 mit Wirkung zum 1. April 1897 in Ostrowo aufgestellt, wobei sich das Kommando vorläufig noch in Posen befand. Ihr waren die Infanterie-Regimenter Nr. 154 und 155 unterstellt. Gemeinsam mit der 19. und 20. Infanterie- sowie der 10. Kavallerie-Brigade bildete sie die 10. Division des V. Armee-Korps in Posen.
Anstelle des Infanterie-Regiments Nr. 154 trat 1901 das Füsilier-Regiment „von Steinmetz“ (Westpreußisches) Nr. 37 zur Brigade.

### Erster Weltkrieg
Bei der Mobilmachung anlässlich des Ersten Weltkriegs kam die Brigade unter das Kommando der 10. Reserve-Division. Sie beteiligte sich zunächst an der Schlacht bei Longwy und lag ab Ende Eugust 1914 in Stellungskämpfen vor Verdun. Dort trat sie Anfang November 1914 zum V. und Anfang Februar 1916 zum VII. Reserve-Korps über. Nach der Schlacht um Verdun lag die Brigade im Oberelsass und in der Champagne. Ende März 1916 kam sie wieder zur 10. Reserve-Division und wurde Anfang April durch das Reserve-Infanterie-Regiment Nr. 37 verstärkt. Nach der Schlacht an der Somme schloss sich ab Mitte Oktober 1916 wieder Stellungskämpfe vor Verdun an. Anfang 1917 folgten Kämpfe in Lothringen und an der Aisne. Nach weiteren Stellungskämpfen nahm die Brigade an der Frühjahrsoffensive 1918 teil. Nach Einstellung der Offensive befand sich die Brigade bis Kriegsende in permanenten Abwehrkämpfen.

### Kommandeure
| Dienstgrad   | Name                   | Datum                                                  |
| ------------ | ---------------------- | ------------------------------------------------------ |
| Generalmajor | Nathanael Hitzigrath   | 01. April 1897 bis 21. Mai 1899                        |
| Oberst       | Karl Crudup            | 22. Mai bis 14. Juni 1899 (mit der Führung beauftragt) |
| Generalmajor | Karl Crudup            | 15. Juni 1899 bis 15. Juni 1900                        |
| Generalmajor | Eugen von Doemming     | 16. Juni 1900 bis 21. April 1902                       |
| Generalmajor | Walther von Wrochem    | 22. April 1902 bis 17. Juni 1903                       |
|              | Karl Strübing          | 18. Juni 1903 bis 21. April 1905                       |
|              | Robert von Dobschütz   | 22. April 1905 bis 13. April 1907                      |
|              | Rudolf Keppler         | 14. April 1907 bis 23. März 1909                       |
|              | Ferdinand Neuber       | 24. März 1909 bis 19. April 1910                       |
|              | Gebhard von Windheim   | 20. April 1910 bis 21. März 1912                       |
|              | Hermann Clausius       | 22. März 1912 bis 26. März 1914                        |
|              | Emmo von Dewitz        | 27. März 1924 bis 1. Januar 1917                       |
|              | Walter von Haxthausen  | 02. Januar bis 27. Dezember 1917                       |
|              | Richard von Rath       | 28. Dezember 1917 bis Kriegsende                       |
|              | Karl Gottfried Fritsch | 11. Februar bis 14. Juli 1919                          |